# Пуухонуа-о-Хонаунау
Национальный исторический парк Пуухонуа-о-Хонаунау (гав. Puʻuhonua o Hōnaunau — место убежище) — гавайский исторический парк на западном побережье острова Гавайи (штат Гавайи, США), где вплоть до начала XIX века, гавайцы совершали ритуальные церемонии и могли получить убежище от преследования при нарушении местных законов.

## Описание парка
Парк был создан в 1955 году, переименовывался в 1978 и 2000 году — название было переведено на гавайский язык.
Парк представляет собой целый комплекс археологических памятников и сооружений:
- храмовые стены и платформы из лавовых камней
- королевские пруды для разведения и содержания рыбы
- гавайские санные спуски
- реконструкция быта гавайских древних прибрежных поселений
- реконструкция деревянных строений и идолов
- морской причал и пляж для морских черепах.

В парке восстановлен гавайский храм «Хейл о Кеаве», который был построен в Каилуа-Кона для вождя по имени Кахуна (Kanuha) в честь отца короля Keawe'īkekahiali’iokamoku.
После смерти последнего, его кости были погребены в храме. Последним здесь был погребён в 1818 году сын Камеамеа I.
Древние гавайцы считали, что останки вождей дают дополнительную защиту за счёт их «маны».
Это место в 1825 году посещал Лорд Джордж Байрон, двоюродный брат известного английского поэта.
В 1829 году оставшиеся кости вождей были перепрятаны из этого места в скалу соседнего залива Кеалакекуа. В 1858 году они были переправлены в королевский Мавзолей в Гонолулу.

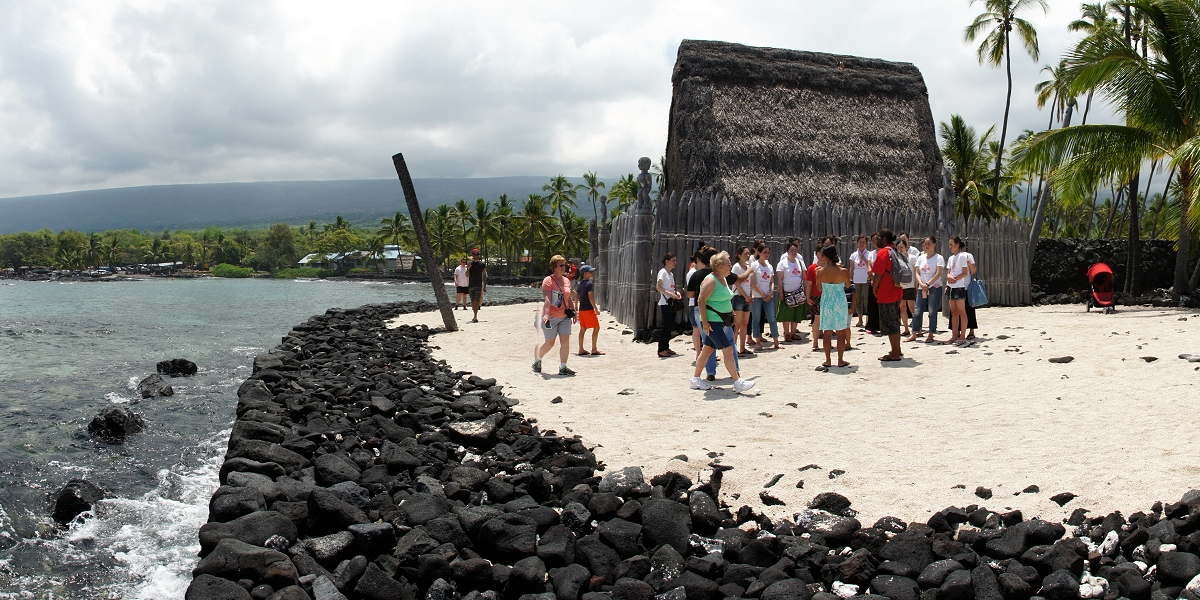
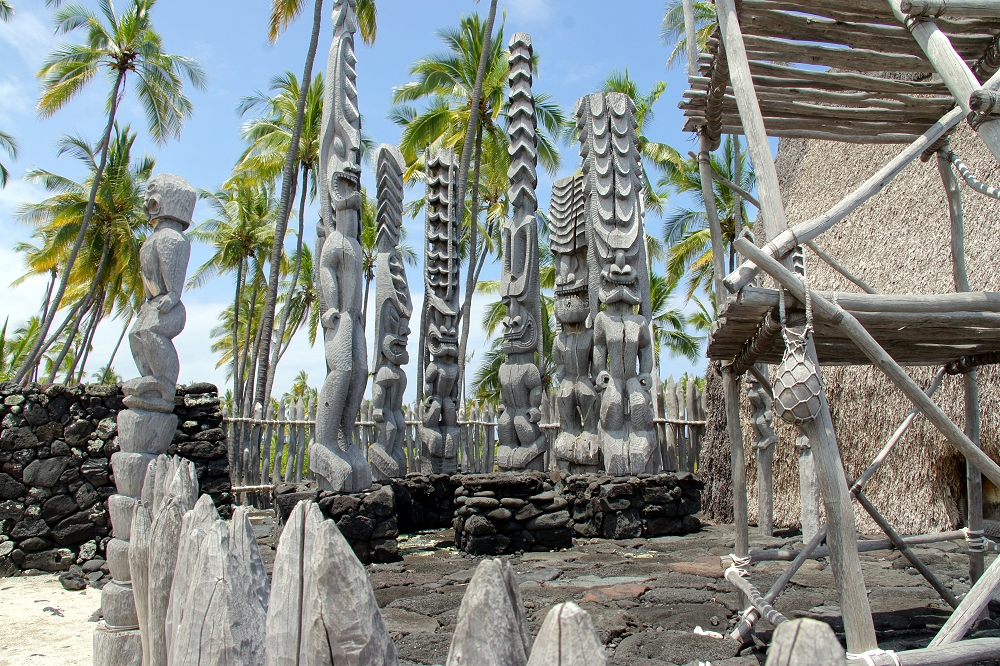
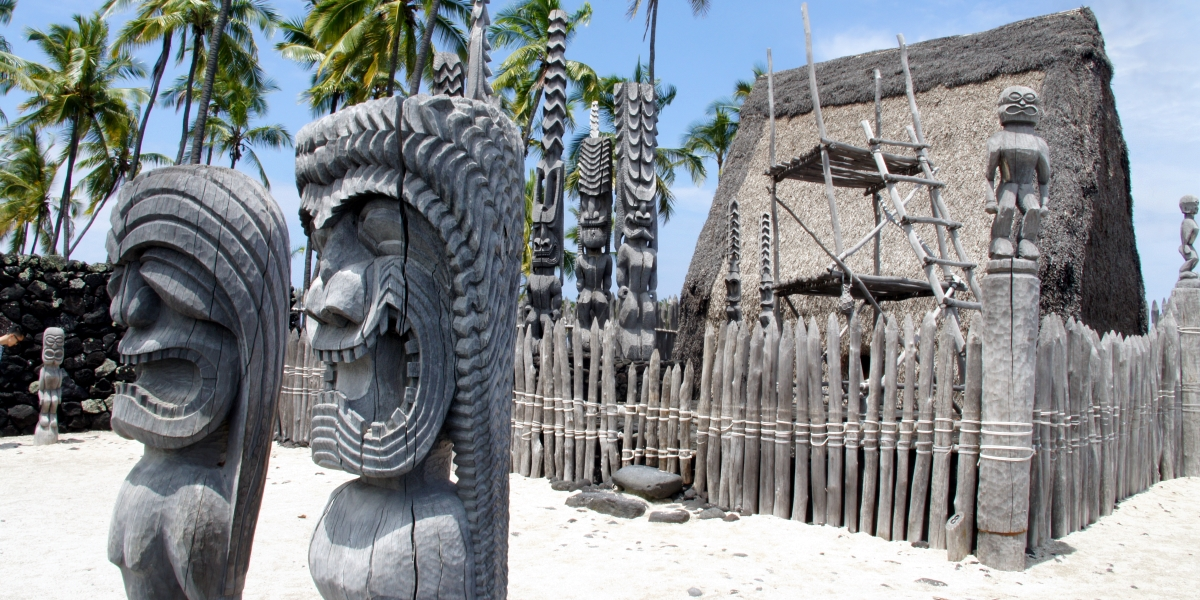
Тики у входа в убежище